# Quintus Servilius Fidenas (Konsulartribun 382 v. Chr.)
Quintus Servilius Fidenas war in der ersten Hälfte des 4. Jahrhunderts v. Chr. ein führender Politiker der Römischen Republik.
Er entstammte der Adelsfamilie der Servilier und war laut den Historikern Diodor und Titus Livius, die ihn aber stets ohne seinen Beinamen Fidenas anführen, dreimal Konsulartribun, nämlich in den Jahren 382, 378 und 369 v. Chr.